# Hemerocoetes monopterygius
Hemerocoetes monopterygius е вид бодлоперка от семейство Percophidae. Видът не е застрашен от изчезване.

## Разпространение и местообитание
Разпространен е в Нова Зеландия (Северен остров, Чатъм и Южен остров).
Обитава крайбрежията и пясъчните дъна на морета.

## Описание
На дължина достигат до 28 cm.
Продължителността им на живот е около 3 години.